# Die Ärzte

Logo Die Ärzte

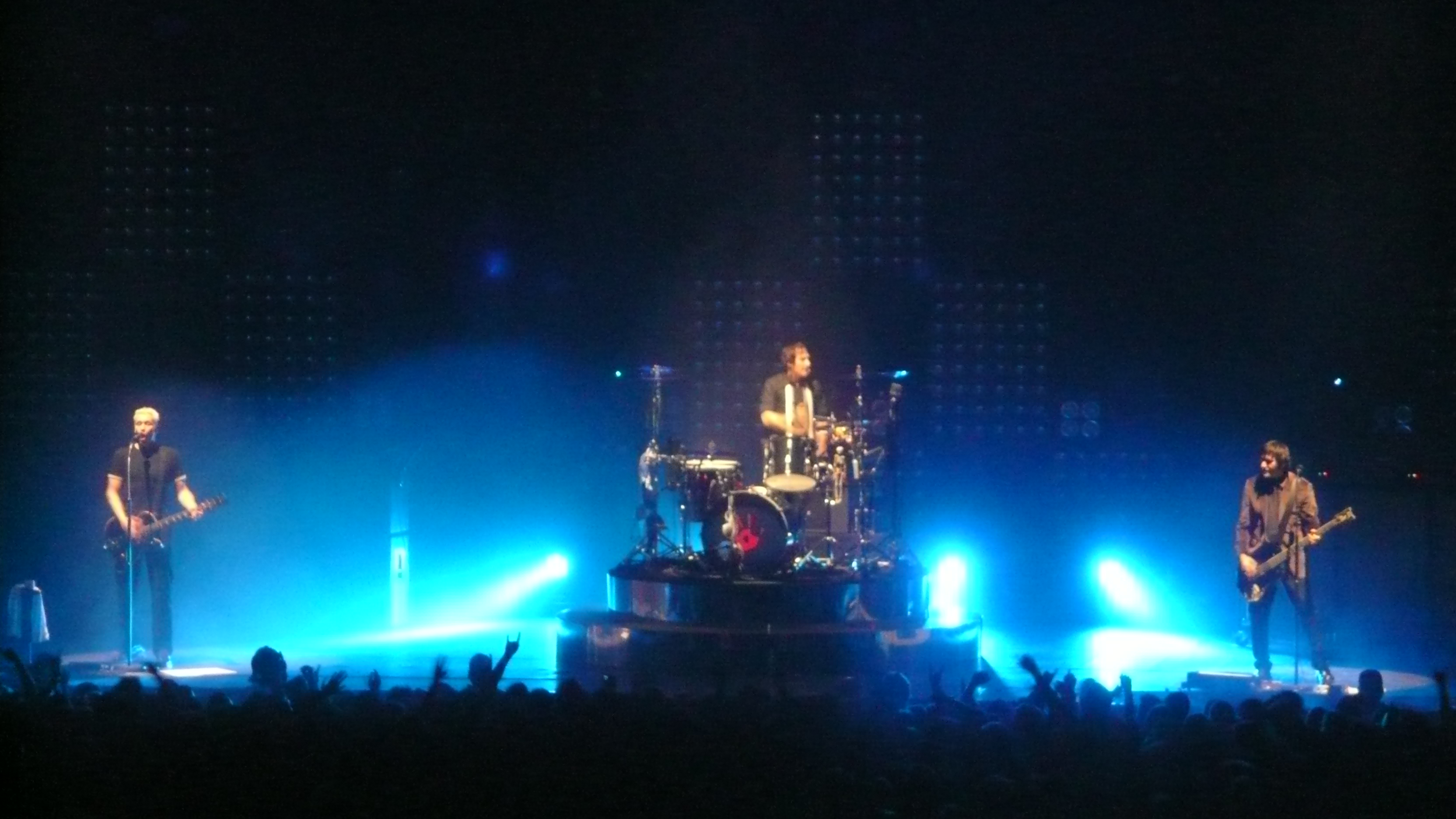
Die Ärzte podczas koncertu w Kolonii (2007)

Die Ärzte (z niem. Lekarze) – niemiecki zespół punkrockowy, w skład którego wchodzą Farin Urlaub (wokal i gitara), Bela B. (perkusja i wokal) i Rodrigo „Rod” González (gitara basowa i wokal).

## Historia
Zespół Die Ärzte powstał w 1981 roku. Początkowy skład stanowili: Farin Urlaub (wokal i gitara), Bela B. (perkusja i wokal) oraz Sahnie (gitara basowa). Zespół kojarzony był głównie z punk rockiem. Pierwsze koncerty zaczęli grać w 1982 roku, krótko po tym zaczęto pisać o nich m.in. w dwutygodniku dla nastolatków „Bravo”, z którym członkowie grupy popadli potem w poważny konflikt.
Pierwszą płytę, Debil, wydali w 1984 r. Największy skok popularności miał miejsce po nagraniu piosenki Paul. Później do 1988 wydawali kolejne płyty, które przysporzyły im rozgłosu: Im Schatten der Ärzte (1985), Die Ärzte (1986), Die Ärzte ab 18 (1987) i Ist das alles? (13 Höhepunkte mit den Ärzten) (1988). Największą popularność w pierwszej części trwania zespołu osiągnęli w 1988 albumem Das ist nicht ganze Wahrheit. Single promujące tę płytę do dziś uważane są za jedne z najlepszych i najważniejszych w historii zespołu – są to: Westerland, Elke (na utworze tym Paweł Kukiz oparł O, Hela) oraz Zu spät. W tym samym roku odbyli trasę koncertową po całym świecie. Wkrótce po niej zespół się rozpadł – Sahnie obraził członków zespołu, a Bela B. i Farin Urlaub chcieli zająć się swoimi pobocznymi projektami. Bela B. grał także w zespole Depp Jones.
Niepowodzenia związane z innymi projektami sprawiły, że Bela B. i Urlaub w 1992 r. zdecydowali się na reaktywację. Na miejsce Sahniego przyjęto nowego basistę, znajomego Beli z Depp Jones, Rodrigo Gonzáleza. Reaktywację zaczęli od albumu Die Bestie in Menschengestalt (1993) i trasy koncertowej – Die Ärzte wrócili na scenę i znowu stali się popularni, zdobyli także kilka nagród fonograficznych.
Ich kolejne płyty to: Planet Punk (1995), album koncepcyjny Le Frisur (1996) oraz 13 (1998). Na tej ostatniej płycie znalazła się piosenka, dzięki której zespół stał się popularny także poza granicami Niemiec – Männer sind Schweine (piosenka była dwukrotnie przerabiana przez polskie zespoły. Najpierw w 2002 roku na podstawie tej piosenki zespół Big Cyc stworzył utwór „Facet to świnia”, natomiast kilka tygodni później grupa Ich Troje wydała piosenkę „Kochać Kobiety”). Do piosenki został także nakręcony teledysk z animowaną Larą Croft. Kolejnymi singlami z płyty były także Rebell i ½ Lovesong. W 2000 r. Die Ärzte wydali następną płytę – Runter mit den Spendierhosen, Unsichtbarer!, promowaną przez Wie es geht?. W roku 2003 zespół wydał płytę Geräusch, a w 2007 r. Jazz ist anders.
W 2012 r. wydali album studyjny „Auch”. Album promuje piosenka „M & F”.

## Styl muzyki
Charakter muzyki zespołu jest zróżnicowany. Przeważają elementy punk rocka oraz popu, jednak w piosenkach odnaleźć można wpływy m.in. klasycznego rocka i rock and rolla. Wiele tekstów piosenek charakteryzuje się absurdem i ironią, muzycy nagrali też utwory zaangażowane politycznie czy ballady. Album Le Frisur był w całości poświęcony tematowi włosów.

## Obecny skład
Od 2002 roku Farin Urlaub zajmuje się też karierą solową (Endlich Urlaub 2002, Am Ende der Sonne 2005), oprócz tego wydał też koncertową płytę Livealbum of Death (2005) z zespołem Farin Urlaub Racing Team, towarzyszącym mu w trasach. Jest pacyfistą, wegetarianinem i abstynentem, co wyróżnia go na tle innych rockowych wokalistów.
Bela B. poza działalnością w zespole jest także aktorem. W 2006 roku wydał pierwszą solową płytę Bingo!
Rodrigo González jest właścicielem wytwórni RodRecords i zajmuje się promowaniem i produkcją płyt nowych zespołów. Potrafi grać na największej liczbie instrumentów z członków zespołu – między innymi na gitarze basowej, elektrycznej, akustycznej, mandolinie, banjo, instrumentach klawiszowych i fortepianie.

## Skład zespołu
- Farin Urlaub (Jan Vetter) – gitara, śpiew
- Bela B. (Dirk Felsenheimer) – perkusja, śpiew
- Rod (Rodrigo González) – gitara basowa, śpiew

### Byli członkowie zespołu
- Sahnie (Hans Runge) – gitara basowa, śpiew
- Hagen Liebing – gitara basowa